# Peter Sellers élete és halála
A Peter Sellers élete és halála (eredeti cím: The Life and Death of Peter Sellers) című 2004-es tévéfilmet Stephen Hopkins rendezte, a forgatókönyvet Roger Lewis Peter Sellers élete és halála című könyve alapján Christopher Markus és Stephen McFeely írta. Peter Sellers egykori komikust Geoffrey Rush alakítja. A tévéfilmet az HBO készítette.

## Szereplők
| Szereplő         | Színész          | Magyar hang |
| ---------------- | ---------------- | ----------- |
| Peter Sellers    | Geoffrey Rush    |             |
| Britt Ekland     | Charlize Theron  |             |
| Blake Edwards    | John Lithgow     |             |
| Anne Sellers     | Emily Watson     |             |
| Peg Sellers      | Miriam Margolyes |             |
| Bill Sellers     | Peter Vaughan    |             |
| Sophia Loren     | Sonia Aquino     |             |
| Stanley Kubrick  | Stanley Tucci    |             |
| Maurice Woodruff | Stephen Fry      |             |
| Dennis Selinger  | Henry Goodman    |             |

## Díjak és jelölések
- Golden Globe-díj (2005)
  - díj: Legjobb férfi főszereplő (minisorozat vagy tévéfilm) (Geoffrey Rush)
  - díj: Legjobb minisorozat vagy tévéfilm
  - jelölés: Legjobb női mellékszereplő (minisorozat vagy tévéfilm) (Charlize Theron)
  - jelölés: Legjobb női mellékszereplő (minisorozat vagy tévéfilm) (Emily Watson)
- Emmy-díj (2005)
  - díj: Legjobb férfi mellékszereplő (minisorozat vagy tévéfilm) (Geoffrey Rush)
  - jelölés: Legjobb minisorozat vagy tévéfilm
  - jelölés: Legjobb női mellékszereplő (minisorozat vagy tévéfilm) (Charlize Theron)
- Arany Pálma díj (2004)
  - jelölés: Legjobb rendező (Stephen Hopkins)